# 高川ダム
高川ダム（こうがわダム）は、鹿児島県出水市、二級河川・米ノ津川水系高川に建設されたダムである。